# Jozef Topoli
Jozef Topoli (16. ledna 1896 Domaňovce – 28. dubna 1980) byl československý politik a meziválečný poslanec Národního shromáždění za Republikánskou stranu zemědělského a malorolnického lidu (agrárníky), po 2. světové válce poslanec Slovenské národní rady.

## Biografie
Profesí byl dle údajů z roku 1935 rolníkem v Domaňovcích.
V parlamentních volbách v roce 1935 získal poslanecké křeslo za agrárníky v Národním shromáždění. Poslanecký post si oficiálně podržel do zrušení parlamentu roku 1939, přičemž krátce předtím, v prosinci 1938, ještě přestoupil do klubu Hlinkova slovenská ľudova strana - Strana slovenskej národnej jednoty, do které se spojily všechny slovenské nesocialistické strany.
Na základě výsledků parlamentních voleb roku 1946 byl zvolen do Slovenské národní rady. V SNR zastupoval Demokratickou stranu.